# Discicristata
Ce taxon est aujourd'hui obsolète.
Super-embranchement
Embranchements de rang inférieur
- Euglenozoa
- Percolozoa

Les Discicristata ou Discicristés sont un groupe d'organismes unicellulaires (Euglenozoa et Percolozoa), auparavant classés parmi les Excavata au sens large. Le terme se réfère aux crêtes discoïdes des mitochondries de ces organismes. Ce groupe est aujourd'hui abandonné par tous les systématiciens : pour les cladistes il est  paraphylétique, et pour les évolutionnistes il ne forme pas un grade évolutif suffisamment homogène. Il apparaît en effet que les euglénozoaires sont très différents des autres protozoaires.

## Classification
Super-embranchement des Discicristata
- Embranchement des Euglenozoa
- Embranchement des Percolozoa